# Verrou de Bercy
« Verrou de Bercy » est l'expression qui désigne un mécanisme judiciaire français selon lequel le déclenchement des poursuites pénales par le parquet en matière de fraude fiscale est subordonné au dépôt d'une plainte préalable de l'administration fiscale et à un avis favorable de la Commission des infractions fiscales. Le verrou de Bercy est une exception au principe de libre opportunité des poursuites par le parquet. Le verrou a été créé par la loi en 1920, et a été médiatisé à partir de des affaires Cahuzac (2013) et Panama Papers (2016).

## Concept

### Une justice fiscale retenue
L'article 1741 du Code général des impôts définit la fraude fiscale comme l'action de contribuables qui cherchent volontairement à échapper à l'impôt en violant la loi fiscale. Outre les sanctions fiscales pécuniaires décidées par l'administration, la fraude fiscale est punie d'une amende de 500 000 € et d'un emprisonnement de cinq ans. 
Cependant, ces poursuites pénales ne peuvent être engagées qu'à l'initiative de l'administration fiscale, qui dépend du ministère du Budget (« Bercy »), et uniquement sur avis favorable de la Commission des infractions fiscales (CIF) depuis sa création en 1977. L'appellation de « verrou » est due à ce qu'aucun procureur, même en cas de flagrant délit de fraude fiscale, ni une partie civile, ne peuvent enclencher le processus de dépôt de plainte et la poursuite judiciaire. Il existe quelques exceptions à ce verrou : le parquet, tout comme l'administration fiscale, peuvent déposer plainte sans solliciter l'avis de la CIF pour les infractions de droit commun (escroquerie ou carrousel à la TVA, blanchiment de fraude fiscale).

### Le rôle de la Commission des infractions fiscales
La CIF est une instance administrative et un organisme consultatif, non un premier degré de juridiction : la procédure devant la CIF n'est donc pas régie par le code de procédure pénale, et le principe du contradictoire en est donc exclu. Saisie par l'administration fiscale, la commission invite le contribuable à lui présenter ses observations dans un délai de trente jours, puis elle rend son avis.
Environ un millier de plaintes pour fraude fiscale sont ainsi déposées devant les tribunaux correctionnels chaque année, à comparer aux 52 000 opérations annuelles de contrôle fiscal, et aux 16 000 infractions les plus graves, qui reçoivent chaque année de l'administration fiscale les pénalités maximales. Ni la Commission, ni le ministère du Budget n'ont à motiver leur décision de poursuivre ou ne pas poursuivre le contribuable.

## Histoire

### Création
Le verrou est créé par la loi en 1920.
Il est peu médiatisé jusqu'à l'affaire Cahuzac, qui illustre une difficulté du principe du verrou. Dans le cadre de sa situation, celle d'une fraude fiscale présumée, le ministre du Budget de 2013 Jérôme Cahuzac aurait été le seul à pouvoir décider de l'opportunité de poursuites contre lui-même pour fraude fiscale, avant sa démission. Le problème est contourné car la procédure judiciaire qui est entamée contre Jérôme Cahuzac est une procédure  pour blanchiment de fraude fiscale, et non pour fraude fiscale ; or, le verrou de Bercy ne concernant pas le blanchiment de fraude fiscale, le parquet a pu agir.
En juillet 2017, le verrou de Bercy réapparaît dans le cadre des débats autour du projet de loi organique rétablissant la confiance dans l'action publique. Un amendement de suppression est adopté en première lecture par le Sénat à une courte majorité avant d'être supprimé par l'Assemblée nationale malgré la coalition d'une grande partie de l'opposition et d'une partie de la majorité.

### Aménagement
À la suite de la suppression de l'amendement par l'Assemblée nationale, une mission d'information parlementaire est constituée en octobre 2017 sous la présidence d'Eric Diard et Emilie Cariou. En 2018, la mission finit l'évaluation de la pertinence du maintien du verrou. 
Le rapport rendu public en mai 2018 propose de déverrouiller le verrou de Bercy et d'inscrire dans la loi des critères de sélection des dossiers de fraude fiscale qui seraient examinés conjointement par l'administration fiscale et par le parquet,. En juin, la Commission des finances du Sénat réclame son abrogation à son tour.
L’Assemblée nationale adopte 19 septembre 2018 en première lecture l’article du projet de loi antifraude qui instaure un mécanisme de transmission automatique au parquet des affaires qui donnent lieu à des pénalités administratives importantes. Le seuil retenu est de 100 000 euros,. Cet aménagement est considéré comme limité par Anticor, qui dénonce une persistance. Le vote définitif de la loi le 10 octobre 2018 introduit la possibilité de recourir à une convention judiciaire d'intérêt public dans le cadre d'une mise en cause pour fraude fiscale.

## Débats et controverses

### Motifs de la contestation du verrou de Bercy

#### Monopole dérogatoire au droit commun
Le verrou de Bercy est un dispositif dérogatoire au droit commun. En principe, c'est au ministère public d'apprécier l'opportunité de poursuites. Il s'agit donc d'une exception majeure au principe de la séparation des pouvoirs, car le pouvoir exécutif prend le pas sur le judiciaire.
Ce verrou pose aussi le problème de la mise en œuvre difficile de l'article 40 du code de procédure pénale par les agents de l'administration fiscale. Tout fonctionnaire de l'administration fiscale qui, dans l'exercice de ses fonctions acquiert la connaissance d'un délit, a l'obligation de le signaler au procureur de la République. En pratique cependant, de tels signalements sont découragés, voire interdits par l'administration au mépris de la loi. Les inspecteurs des finances publiques souhaitant informer le procureur d'un délit dont ils ont connaissance doivent solliciter l'aval de leur hiérarchie et y déférer, « sauf dans le cas où l’ordre donné est manifestement illégal et de nature à compromettre gravement un intérêt public », à l'appréciation du juge administratif. Les signalements à la justice de fraudes au titre de l'article 40 sont donc trop peu nombreux et peuvent conduire à de multiples sanctions disciplinaires, comme dans le cas de l'inspecteur des finances publiques Rémy Garnier.

#### Monopole inéquitable
La transparence est un enjeu, car ici l'administration fiscale — qui n'a pas à motiver l'existence ou l'absence de poursuites — peut être soupçonnée de traiter de façon inégale les contribuables, en proposant arbitrairement à certains une transaction et en la refusant à d'autres. Si l'administration fiscale déclare réserver les poursuites pénales aux cas de fraudes exemplaires, il n'est pas certain que ces affaires soient les plus complexes ou les plus significatives pour les finances publiques. Selon la Cour des comptes, « La politique de répression pénale des services fiscaux est ciblée sur les fraudes faciles à sanctionner et non sur les plus répréhensibles. […] Les dépôts de plaintes par la Direction des Vérifications nationales et internationales (DVNI) ou la Direction nationale des vérifications de situations fiscales (DNVSF), qui vérifient les grandes entreprises ou des particuliers à fort enjeu, sont extrêmement rares. »
Cette phase décisive de la procédure est donc caractérisée par une atteinte au principe d'égalité des citoyens devant la loi. 
Le journaliste Renaud Lecadre estime ainsi, à partir des exemples des procédures engagées envers Liliane Bettencourt, Serge Dassault ou Thierry Solère, que le dispositif du verrou de Bercy est « parfois synonyme de copinage ».

#### Monopole inefficace
Ce monopole organiserait l'inefficacité voire l'impunité en matière de fraude fiscale. Selon un référé du président de la Cour des comptes : « La fraude fiscale est le seul délit que les parquets ne peuvent poursuivre de façon autonome. Cette situation est aujourd'hui préjudiciable à l'efficacité de la lutte contre la fraude fiscale. Il apparaît désormais nécessaire d'ouvrir aux parquets le droit de poursuivre certaines fraudes complexes et de ne plus limiter leur action aux seuls faits de blanchiment de fraude fiscale. […] Les plaintes pour fraude fiscale demeurent peu nombreuses, mal ciblées et tardives. »
Le verrou de Bercy peut également handicaper les juridictions, en les privant d'informations précieuses sur des faits qui peuvent aller au-delà de la fraude fiscale, comme la corruption ou le blanchiment. Il s'avère ainsi contre-productif dans la lutte contre la détection et la répression d'une grande délinquance économique et de fraudes de grande ampleur.
Le verrou de Bercy a enfin tendance à allonger considérablement les délais d'enquête et d'instruction, et le processus menant à une sanction pénale de la fraude est ainsi très long, même lorsque l'information provient en premier lieu de l'autorité judiciaire. L'autorité judiciaire peut agir immédiatement, dans le temps de la flagrance, et pourrait saisir immédiatement des éléments de preuve, comme mettre un terme rapide à l'infraction en bloquant des comptes bancaires, si elle n'avait pas à demander l'avis de l'administration fiscale. La saisie conservatoire des biens augmenterait également les chances de recouvrement. En effet, « si la fraude fiscale devenait un délit pouvant dans certains cas être poursuivi de façon autonome par le procureur de la République, la DGFIP […] pourrait se constituer partie civile, comme en matière d'escroqueries à la TVA, et réclamer le paiement de dommages intérêts. »

#### Acteurs de la contestation
De nombreuses ONG comme des personnalités,, ont ainsi requis de « faire sauter le verrou de Bercy ». Cette revendication a été en partie reprise par la Cour des comptes, puis par le vote d'amendements visant à assouplir ce verrou, en 2013 au Sénat, par la création d'une commission d'enquête parlementaire dédiée en 2015, enfin par le vote d'un nouvel amendement au Sénat en 2016. À la suite de ce dernier amendement, le maintien du verrou de Bercy est cependant réaffirmé en Commission mixte paritaire le 11 mai 2016, à la demande du gouvernement.
Les organisations syndicales des agents des finances publiques estiment, elles, que le débat sur le verrou de Bercy occulte une remise en question plus profonde des moyens et de l'efficacité de la Direction Générale des Finances publiques dans sa lutte contre la fraude fiscale.

### Argumentation en faveur du maintien du verrou
Le premier ministre Jean-Marc Ayrault comme les ministres du Budget Cazeneuve et Eckert, puis en 2017 la garde des sceaux Nicole Belloubet ont tous argumenté pour le maintien du « verrou de Bercy ». En mars 2018, Gérald Darmanin, ministre des comptes publics, « préconise une amélioration de ce dispositif, et notamment pour les sommes plus importantes ».

#### Expertise et risque d'engorgement ou de traitement inéquitable
Le délit de fraude fiscale renvoie à la complexité de la législation fiscale, dont le contentieux relève du Conseil d’État ou de la chambre commerciale de la Cour de Cassation. L'administration fiscale serait mieux préparée que le juge pénal à traiter cette complexité, et sanctionne déjà fortement la fraude fiscale, en lui appliquant des pénalités. La suppression du verrou pourrait entraîner une inflation du droit pénal fiscal, comme un nombre exagéré de poursuites pénales.
Par ailleurs, l'administration centrale du ministère du budget regroupe et sélectionne les dossiers qui donneront lieu à dépôt de plainte : ceci est censé garantir un traitement homogène et cohérent sur le territoire, ce qui pourrait être menacé par l'action indépendante de chaque parquet.
Cependant, ces risques paraissent faibles, d'abord car il faut pour engager une poursuite pénale prouver le caractère intentionnel du délit, et ensuite parce que l'engagement de poursuites est soumis à l'appréciation du procureur de la République.
Actuellement, par exemple, les infractions fiscales relevant de la compétence des douanes sont ainsi poursuivies dans les conditions de droit commun, sans difficultés notables.

#### Le levier de la transaction fiscale et le principenon bis in idem
L'administration fiscale utilise la possibilité de poursuites pénales — et notamment la conséquence de publicité associée — comme un levier auprès des contribuables fraudeurs, afin de les inciter à régulariser leur situation et accepter les pénalités, et pour éviter la confrontation avec des conseils juridiques puissants. Si le monopole du verrou de Bercy disparaissait, ce levier serait sans effets.
La règle non bis in idem prévoit que nul ne peut être poursuivi ou puni pénalement plusieurs fois pour de mêmes faits : pour l'administration fiscale, la sanction administrative et la sanction pénale s’excluraient donc mutuellement.
Toutefois, la Cour des comptes fait valoir que, si le parquet poursuivait de sa propre autorité, l'administration fiscale pourrait toujours recourir à ce mécanisme de la transaction, et cela rendrait nécessaire une meilleure coordination entre l'autorité judiciaire et l'administration. En effet, selon la Cour, « le cumul des sanctions administrative et pénale est admis en droit français et a été validé par la Cour européenne des droits de l'homme. Il a été consacré par le Conseil constitutionnel. […] Ainsi, la pénalisation plus importante de la fraude fiscale ne serait pas de nature à diminuer les recettes fiscales. »
Ainsi, « le principe non bis in idem ne s'oppose pas au cumul des poursuites et sanctions pénales et administratives »,,. Le Conseil constitutionnel valide en juin 2016 le principe de la double poursuite, administrative et judiciaire, en matière de fraude fiscale.

#### Validation par le Conseil Constitutionnel
Saisi d'une question prioritaire de constitutionnalité, le Conseil constitutionnel déclare le 22 juillet 2016 le « verrou de Bercy » conforme à la Constitution. Dans son argumentation, selon laquelle la loi « ne porte pas une atteinte disproportionnée au principe selon lequel le procureur de la République exerce librement […] l’action publique », le Conseil constitutionnel rappelle d'abord que le procureur n'est pas privé, « une fois la plainte déposée, de la faculté de décider librement de l’opportunité d’engager des poursuites ». Il estime ensuite que l'administration fiscale est la mieux placée pour estimer le préjudice qui lui est causé par la fraude fiscale, et qu'ainsi « l’absence de mise en mouvement de l’action publique ne constitue pas un trouble substantiel à l’ordre public ». Enfin, il rappelle que le mécanisme particulier du verrou de Bercy s'inscrit « dans le respect d’une politique pénale déterminée par le gouvernement ».
Dans le commentaire de sa décision, le Conseil constitutionnel affirme que le « verrou de Bercy » est une construction jurisprudentielle. Un éventuel revirement de jurisprudence de la Cour de cassation est donc possible.